# Fiat 124
Fiat 124 este un automobil de familie de mici dimensiuni produs și vândut de compania italiană Fiat în perioada 1966-1974. Acesta a înlocuit modelul Fiat 1300 și a fost baza pentru mai multe variante, inclusiv o versiune break, un coupe cu patru locuri (124 Sport Coupé) și un cabriolet cu două locuri (124 Sport Spider).
Unul dintre cele mai cunoscute automobile bazate pe Fiat 124 este modelul VAZ-2101 „Jiguli”, produs în Uniunea Sovietică. Pe piața sa de origine, modelul 124 a fost înlocuit de Fiat 131.

## Istorie
În momentul prezentării sale în 1966, modelul „124” a fost conceput pentru a fi o opțiune potrivită pentru clasa de mijloc italiană, care căuta o mașină mai modernă, dar totuși solidă, fiabilă și confortabilă. Potențialii cumpărători proveneau în principal de la modelele 1100 D și, într-o măsură mai mică, de la Fiat 1300.

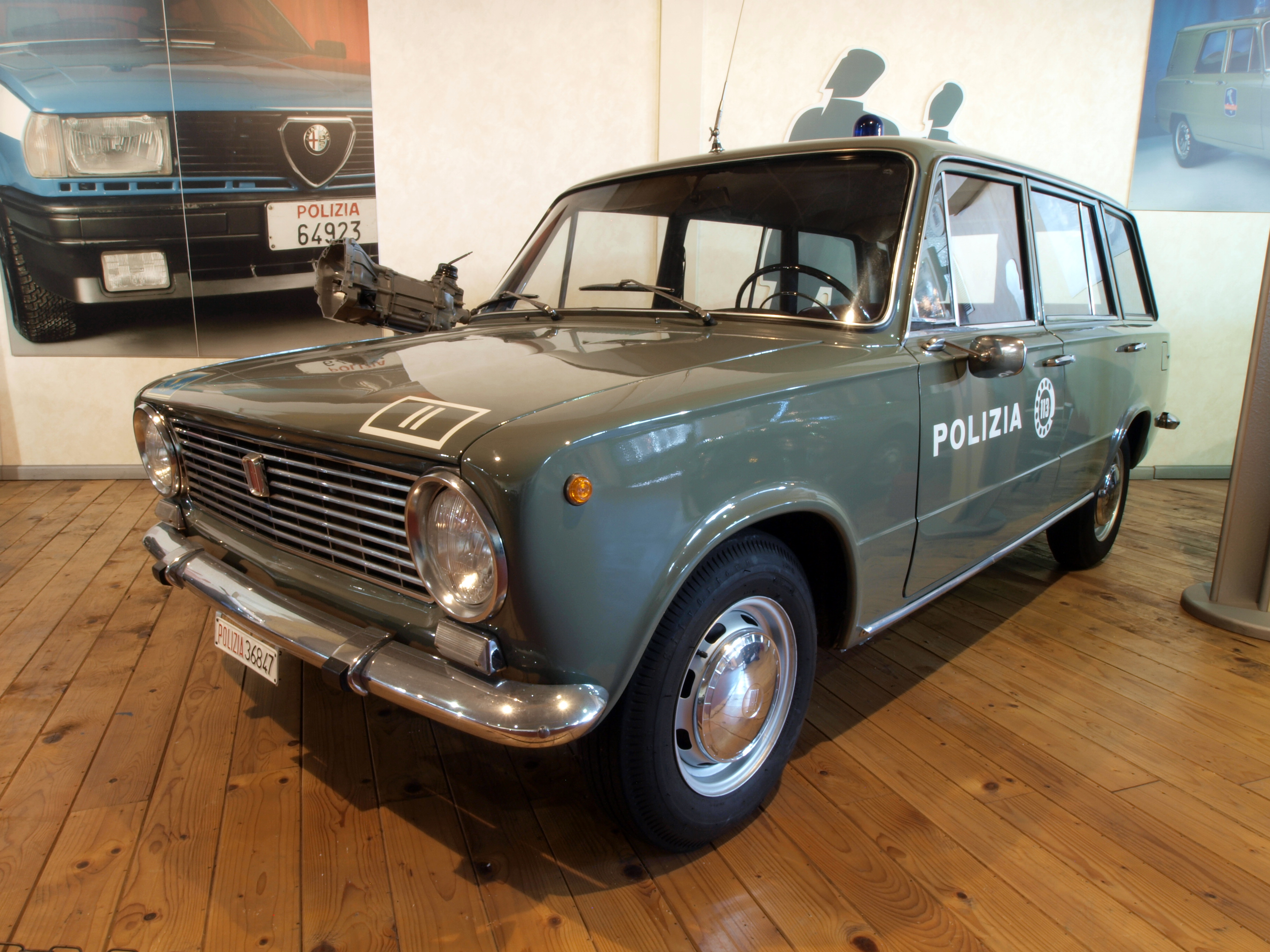
Mașină de poliție italiană, FIAT 124

Automobilul a avut o dezvoltare îndelungată; Dante Giacosa a studiat trei tipuri de mașini: unul (Proiectul 124) cu motor în față și tracțiune spate, unul (Proiectul 123 E4) cu motor în față și tracțiune față, și unul cu motor în spate și tracțiune spate. Ultimele două variante foloseau cutia de viteze a modelului Autobianchi Primula și, inițial, motorul 1100/103 cu o capacitate de 1221 cm³, apoi un nou motor cu arbore cu came și balansiere de 1200 cm³, care urma să fie primul motor Fiat cu 4 cilindri destinat producției în serie, cu un carter cu cinci brațe.
S-a optat pentru proiectul 124, mai tradițional, în timp ce liniile și soluțiile inovatoare ale proiectului 123 au fost transferate la modelul Autobianchi A111. Noua berlină urma să înlocuiască, de fapt, modelul „1300” din gama Fiat, care se afla la finalul ciclului de producție. În consecință, modelul „1100” va fi poziționat ușor mai jos, cu un motor de 1089 cm³ („1100 R”).
Modelul 124 a fost lansat inițial într-o configurație de berlină cu patru uși. Deși era complet nou, mașina oferea soluții mecanice clasice, cum ar fi tracțiunea spate, puntea spate cu axă rigidă și arcuri elicoidale cu amortizoare coaxiale în locul arcurilor cu lamă. Linia mașinii era foarte pătrățoasă, în conformitate cu tendințele epocii, și avea trei compartimente distincte. Un aspect remarcabil pentru acea perioadă, în categoria sa, era sistemul de frânare cu discuri pe toate cele patru roți.
Motorul era un nou motor cu 4 cilindri în linie, cu arbore cu came lateral și sistem de distribuție cu tije basculante, având o capacitate de 1197 cm³ și dezvoltând 60 CP. Acesta a fost proiectat de Aurelio Lampredi și era cuplat la o cutie de viteze manuală cu patru trepte. Motorul oferea performanțe bune, cu o viteză maximă declarată de peste 140 km/h, iar într-un test rutier realizat de revista Quattroruote, mașina a atins efectiv peste 146 km/h. De asemenea, se remarca prin accelerația rapidă de pe loc, înregistrând 13,7 secunde în testul de la 0 la 100 km/h, ceea ce era excelent pentru acea perioadă, având în vedere dimensiunile și motorul de doar 1,2 litri. În plus, consumul de combustibil era redus, variind între 8 și 13 l/100 km pe drumurile extraurbane și între 9,5 și 14 l/100 km în oraș. Totuși, autonomia era limitată de rezervorul de combustibil de doar 39 de litri. Alimentarea cu combustibil se realiza, desigur, prin intermediul unui carburator.
La câteva luni după lansarea sedanului, au fost prezentate și versiuni suplimentare, cum ar fi Familiare (care aveau aceeași mecanică ca sedanul, cu excepția unui raport de punte mai scurt care favoriza accelerația la sarcină maximă, dar penaliza ușor viteza maximă, roți mai mari și un rezervor de combustibil mărit la 47 de litri), Sport Coupé (o versiune coupé proiectată de centrul de stil Fiat) și Sport Spider (cu o caroserie de tip Spider proiectată de Pininfarina).
Modelul 124 a avut un succes imediat printre public și critici, fiind atât de apreciat încât berlina 124 a primit prestigiosul premiu „Mașina Anului” în anul următor lansării sale, fapt care reprezenta o premieră pentru Fiat.
La jumătatea anului 1967, a avut loc o primă actualizare a modelului 124. Pentru berlină și versiunea de familie, actualizarea a constat în introducerea de culori mai închise pentru planșa de bord, îmbunătățiri ale rigidității caroseriei și noi claxoane bicolore.

## Evoluția

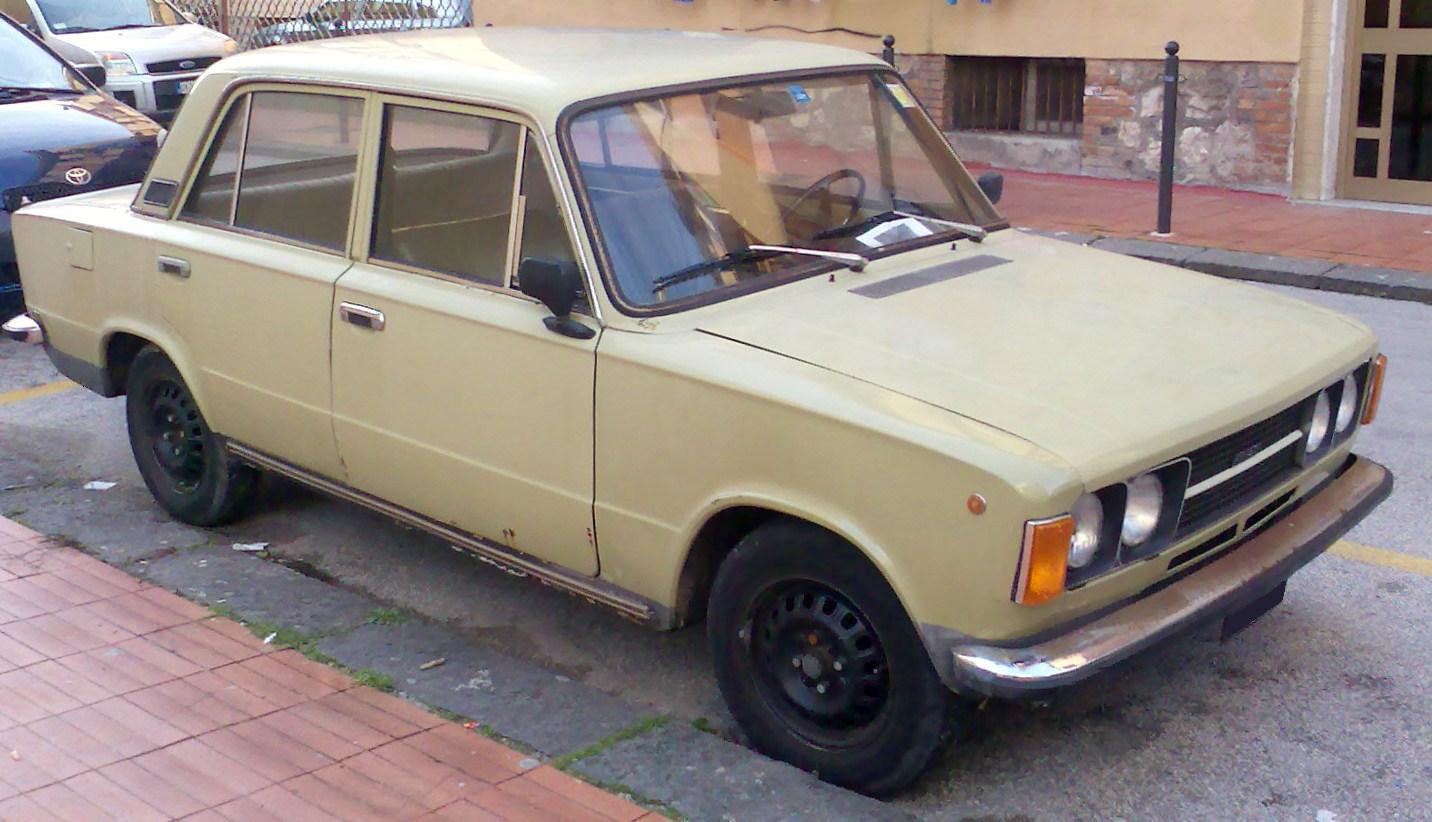
FIAT 124 Special prima serie

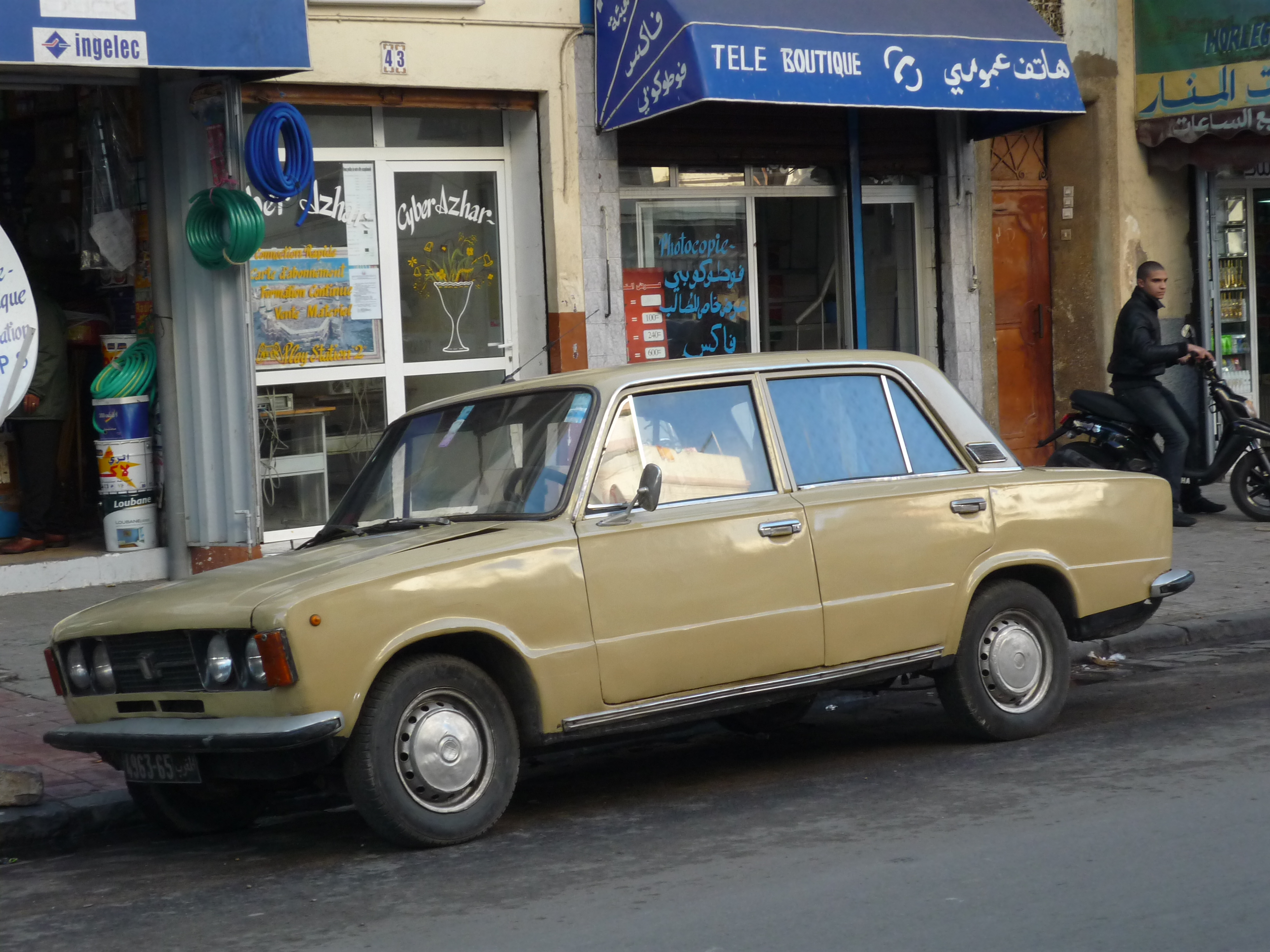
FIAT 124 Special

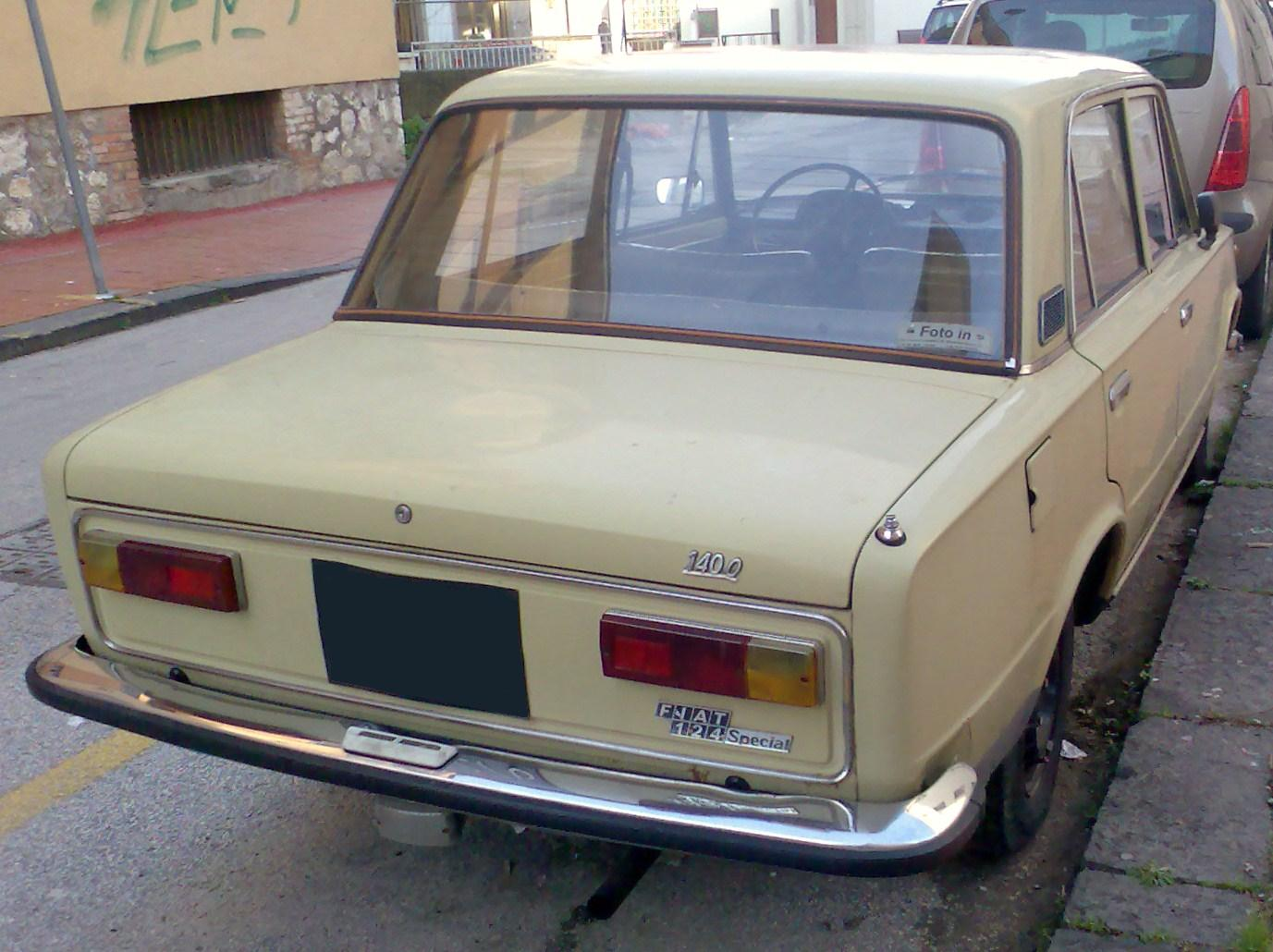
FIAT 124 Special

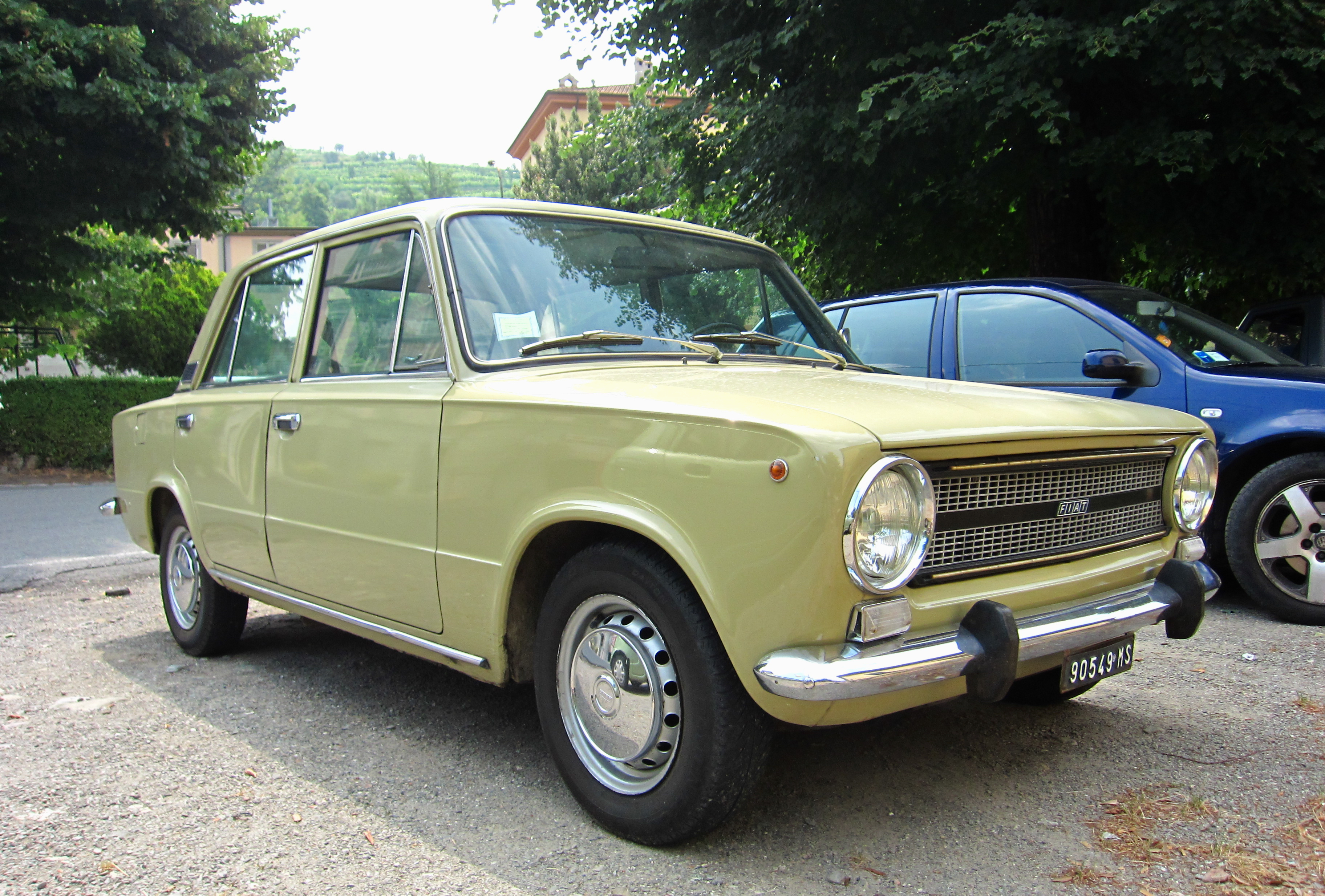
Fiat 124 restyling din 1972

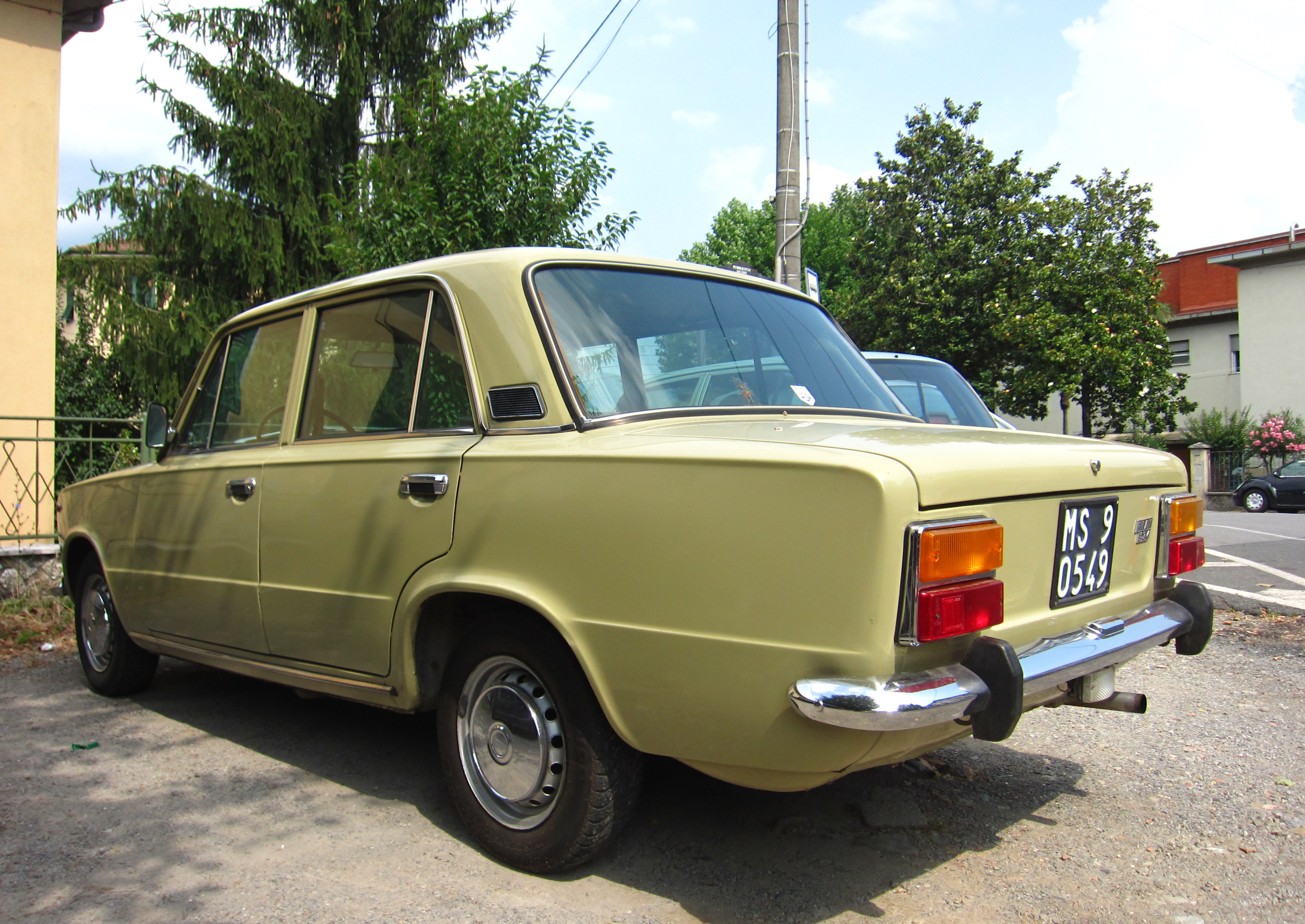
Fiat 124 restyling din 1972

În 1968, a fost introdus modelul 124 Special, disponibil doar în versiunea de berlină. Pe lângă finisaje interioare mai bogate și câteva modificări estetice, cum ar fi o nouă parte frontală cu patru faruri, o nouă grilă pe montantul din spate, mânere de ușă încastrate și o nouă planșă de bord cu instrumente circulare, Special oferea și un motor de 1438 cm³ derivat din cel al modelului „Sport”, dar într-o versiune cu un singur arbore cu came, dezvoltând 70 CP. Acest motor a fost utilizat anterior pe modelele Autobianchi Primula Coupé S și, începând cu anul 1969, pe inovatorul Autobianchi A111, ambele având tracțiune față. De asemenea, modelul Special beneficia de îmbunătățiri tehnice, cum ar fi servofrâne standard, carburator Weber cu două corpuri cu „pick-up pump” și o punte spate cu punte rigidă, dar cu lonjeroane și arbore de transmisie modificate, preluate de la suspensia modelului „Sport”.
În 1970, s-a realizat o ușoară restilizare a versiunilor de berlină standard și „Familiare”. Aceasta a inclus îmbunătățiri ale interiorului, o nouă grilă frontală, noi bare de protecție cu rosturi și, doar pentru berlină, o nouă grilă neagră pe montantul din spate și blocuri optice redesenate în partea din spate. În același timp, au fost lansate și versiunile „Special” și „Special T”, disponibile exclusiv ca berline. Acestea se distingeau față de ediția anterioară prin noua parte frontală, cu grilă neagră și indicatoare de direcție mutate lateral în apropierea celor patru faruri, ornamente cromate în partea din spate și diverse îmbunătățiri în interiorul mașinii. Motorul de 1,4 litri cu arbore cu came lateral, neschimbat din 1968, era însoțit de noua versiune cu două came în cap a motorului de 4 cilindri și 1438 cm³, care propulsa modelul 124 Special T („Twin-cam”), generând 80 CP la 5.800 rpm. Vitezele maxime declarate pentru aceste ultime versiuni au fost de 150 km/h, respectiv peste 160 km/h. Revista „Quattroruote” a reușit să atingă efectiv 154 km/h și, respectiv, 165 km/h. În timpul acestor actualizări, toate versiunile de serie au beneficiat de adoptarea sistemului de frânare electrică. De asemenea, toate versiunile au adoptat sistemul de frânare cu circuit dublu, care era deja prezent pe modelul „125 Special”.
În 1972, a avut loc ultima restilizare a modelului Fiat 124. Modificările estetice au fost minore și au afectat doar versiunile de bază ale berlinelor și „Familiare”. Aceste modificări au inclus o nouă grilă frontală neagră cu două faruri rotunde, mânere de ușă încastrate similare modelului „Special” și blocuri optice mai mari și de formă pătrată în partea din spate a berlinelor.
De asemenea, s-au făcut îmbunătățiri la nivelul motoarelor, crescând eficiența și puterea acestora cu aproximativ 5 CP la toate versiunile. Gama de modele a fost și ea reconfigurată. În plus față de berlinele cunoscute „Familiare”, cu motorul de 1197 cm³ (acum cu 65 CP și viteză maximă declarată de 150 km/h), și „Special 1400” (1438 cm³, acum cu 75 CP și viteză maximă de 155 km/h), s-a adăugat și versiunea „Special T 1600”, echipată cu motorul de 1592 cm³ cu două arbori cu came (95 CP la 6000 rpm și viteză maximă declarată de 170 km/h), preluat de la modelul „132 1600”.
În 1974, toate versiunile de berlină „124” și modelele „Familiare” au fost scoase din producție și înlocuite de modelul „131”. Coupe-ul a mai rămas în producție încă un an, iar spider-ul a continuat să fie asamblat de Pininfarina până în 1985, sub numele de „Spideramerica” și „Spidereuropa”.

## Producție sub licență
Modelul Fiat 124 a fost produs într-o serie de țări străine, datorită acordurilor de cooperare încheiate de Fiat. În continuare sunt enumerate diferitele modele străine:
- Seat 124 (Spania): Seat a produs o versiune locală a modelului 124 sub numele de Seat 124. Mai târziu, au fost lansate versiuni precum Seat 124D și Seat 1430, care au avut modificări de design și motoare cu cilindree mai mare.

- Lada 2101 (Uniunea Sovietică/Rusia): Fiat a semnat un acord cu compania sovietică Lada, care a produs modelul sub numele de Lada 2101, cunoscut și sub numele de „Jiguli”. Aceasta a devenit o mașină iconică în Rusia și a fost produsă timp de zeci de ani. Variantele îmbunătățite ale modelului au fost produse până în 2012 în Rusia și până în 2015 asamblate de Suzuki pentru piața egipteană.

- Pirin-Fiat (Bulgaria): Modelul 124 a fost asamblat și în Bulgaria de către Pirin-Fiat.

- Tofaș Murat 124 (Turcia): În Turcia, la uzina Tofaș din Bursa, a fost produs modelul „124 Murat” între 1971 și 1977. Era o versiune frontal ușor modificată a celei de-a doua serii Fiat 124.

- Premier 118NE (India): În 1986, în India, compania Premier (în prezent Fiat India) a început producția modelului Premier 118NE. Acesta a fost bazat pe caroseria primei serii Fiat 124 și a avut un motor derivat de la Nissan Motor.

Există și alte țări în care modelul Fiat 124 a fost asamblat sub licență sau produs local, inclusiv Coreea de Sud, Costa Rica, Indonezia, Irlanda, Maroc, Pakistan, Peru, Portugalia, Singapore, Africa de Sud, Thailanda, Uruguay, Venezuela și Zambia.

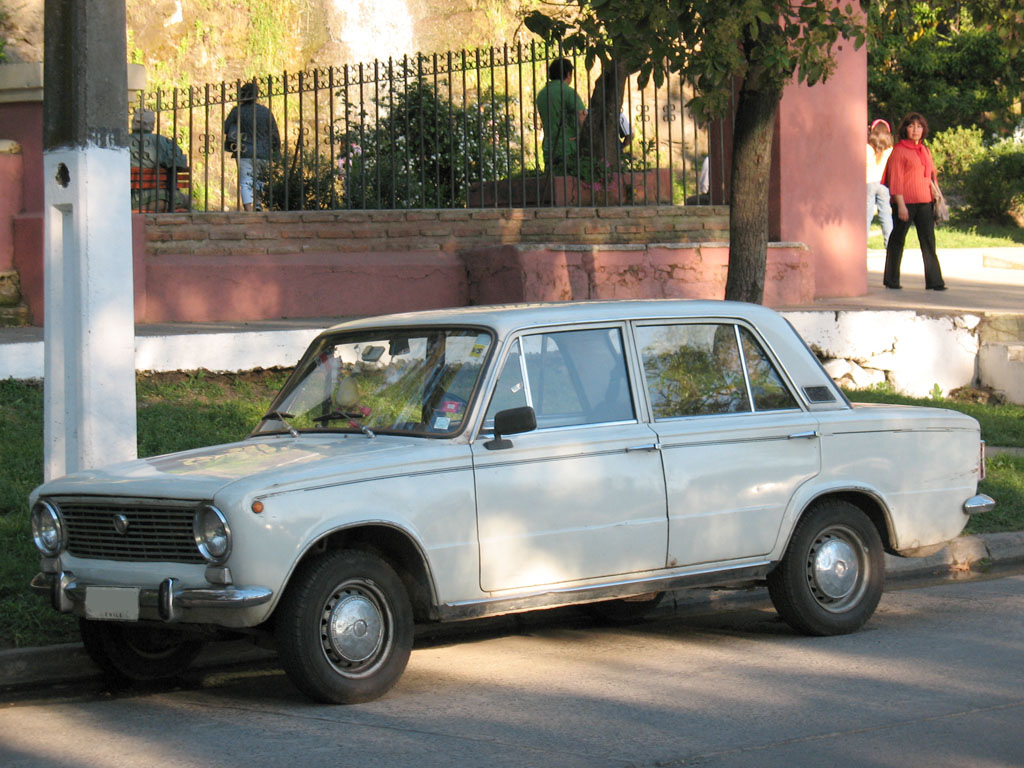
Seat 124 D pentru piața spaniolă
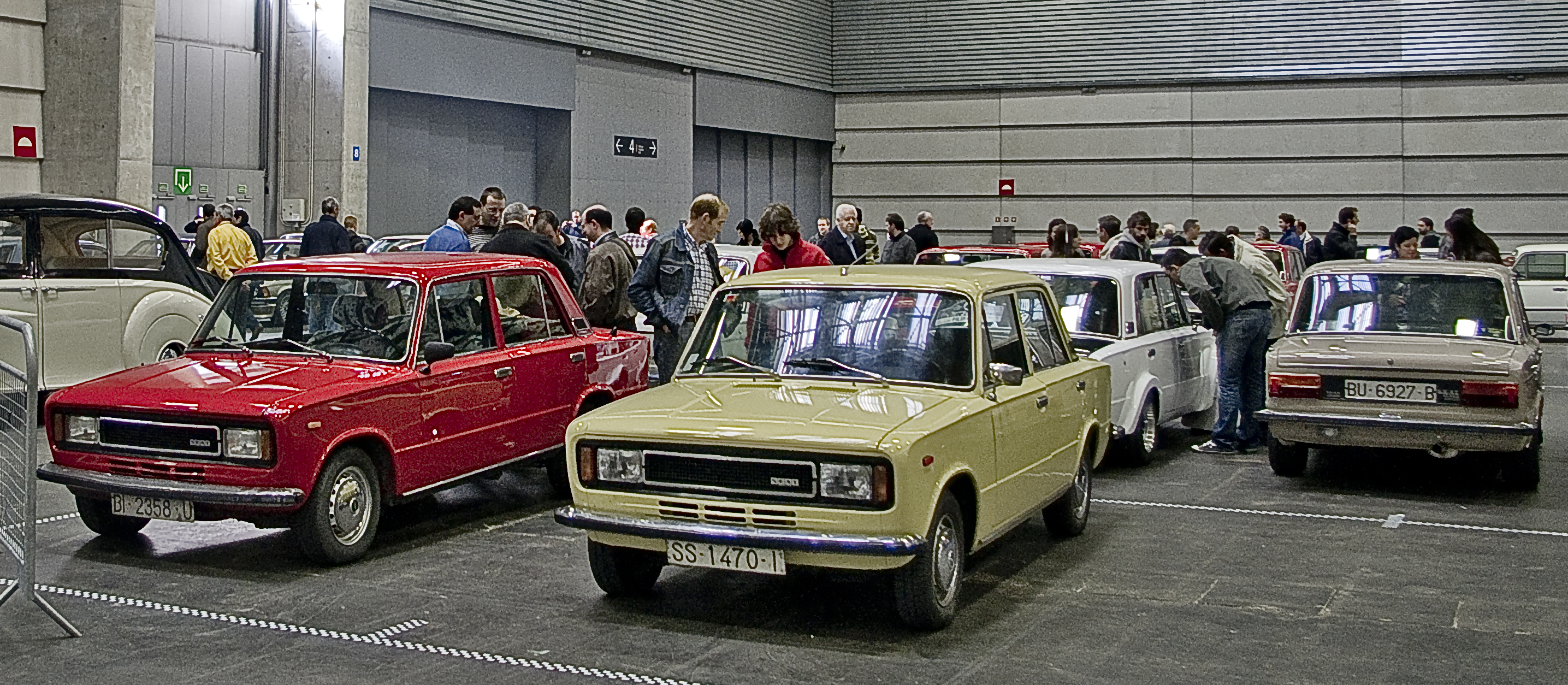
Seat 124 D FL
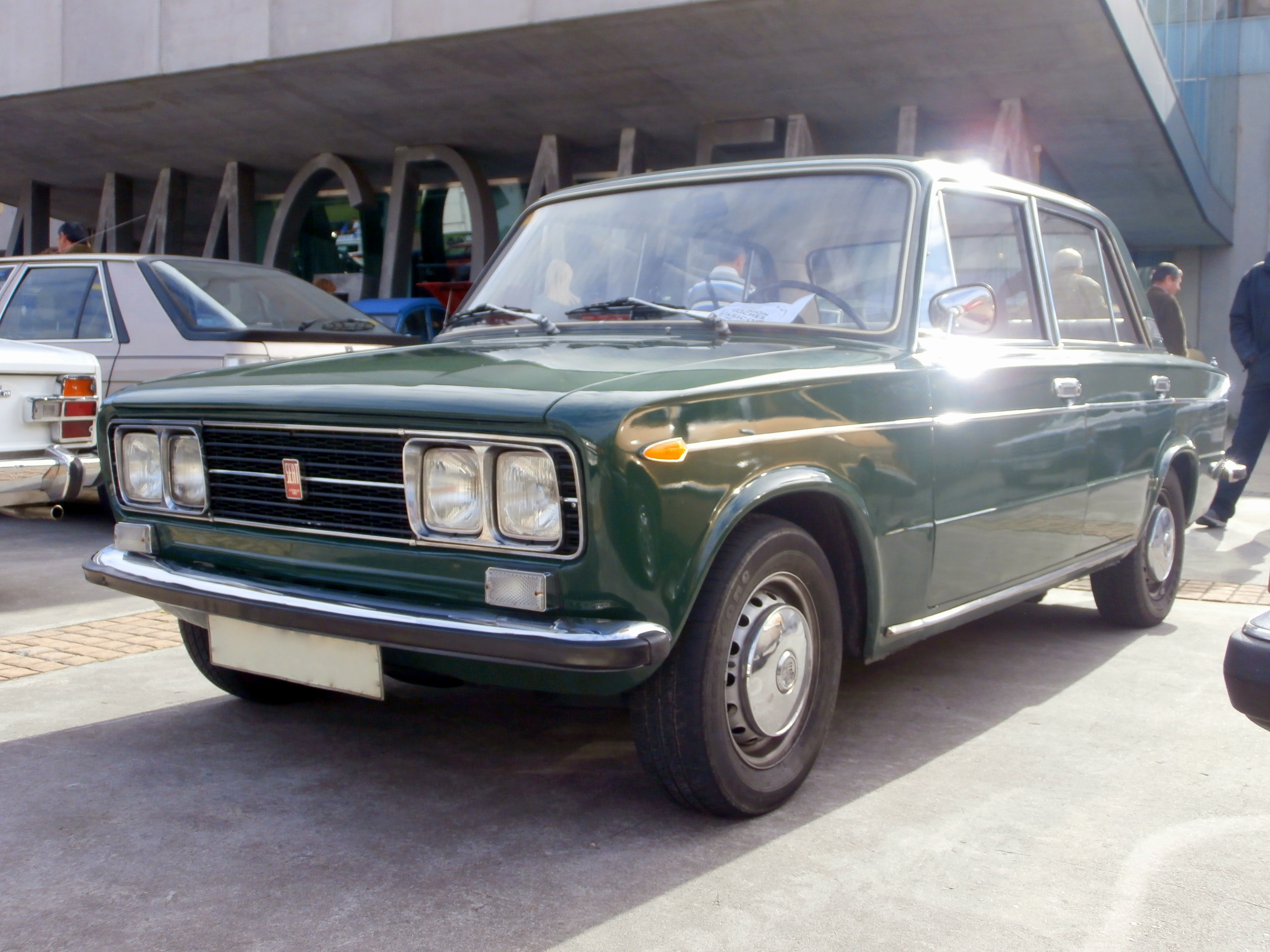
Seat 1430
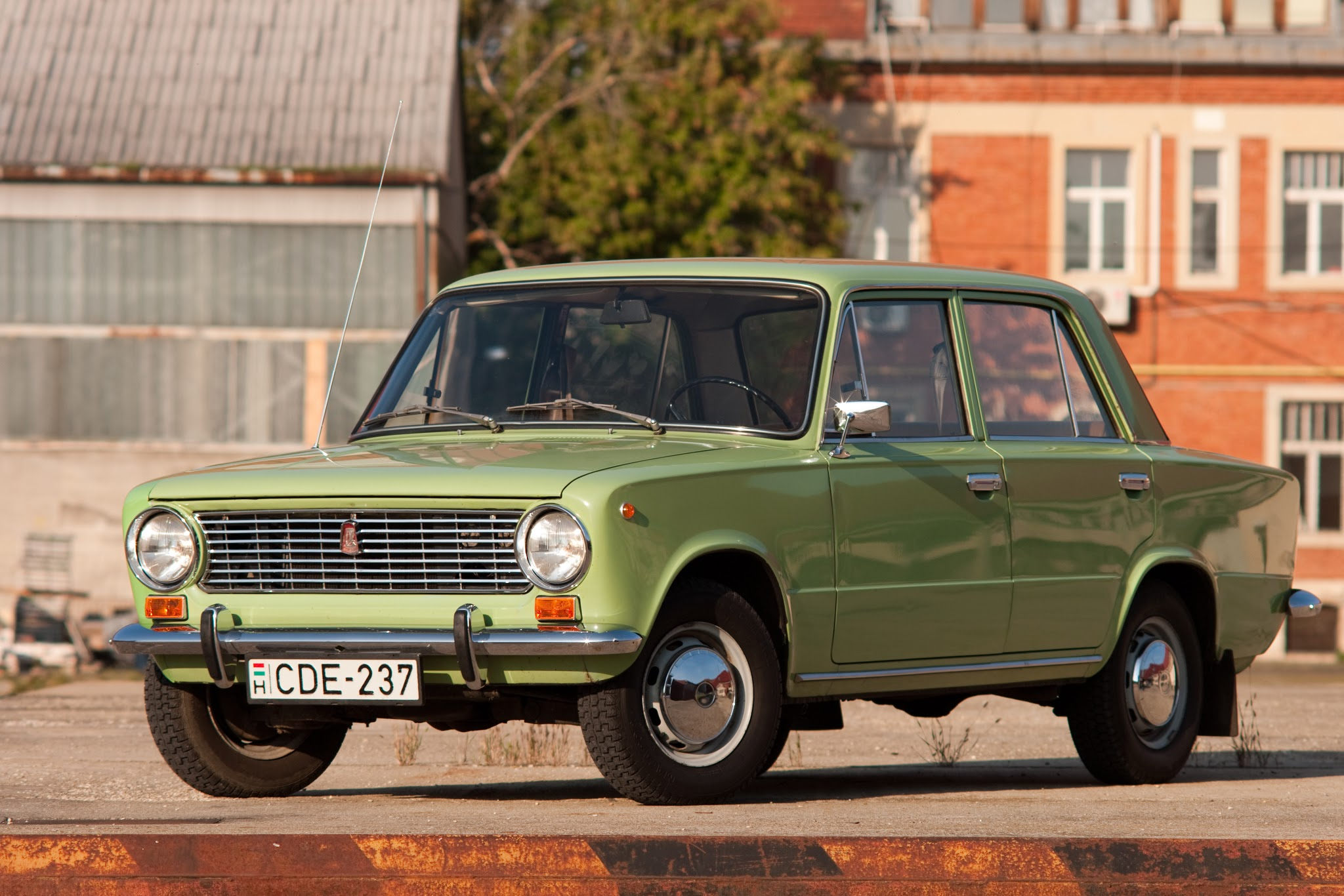
Lada Jiguli pentru piața din Rusia
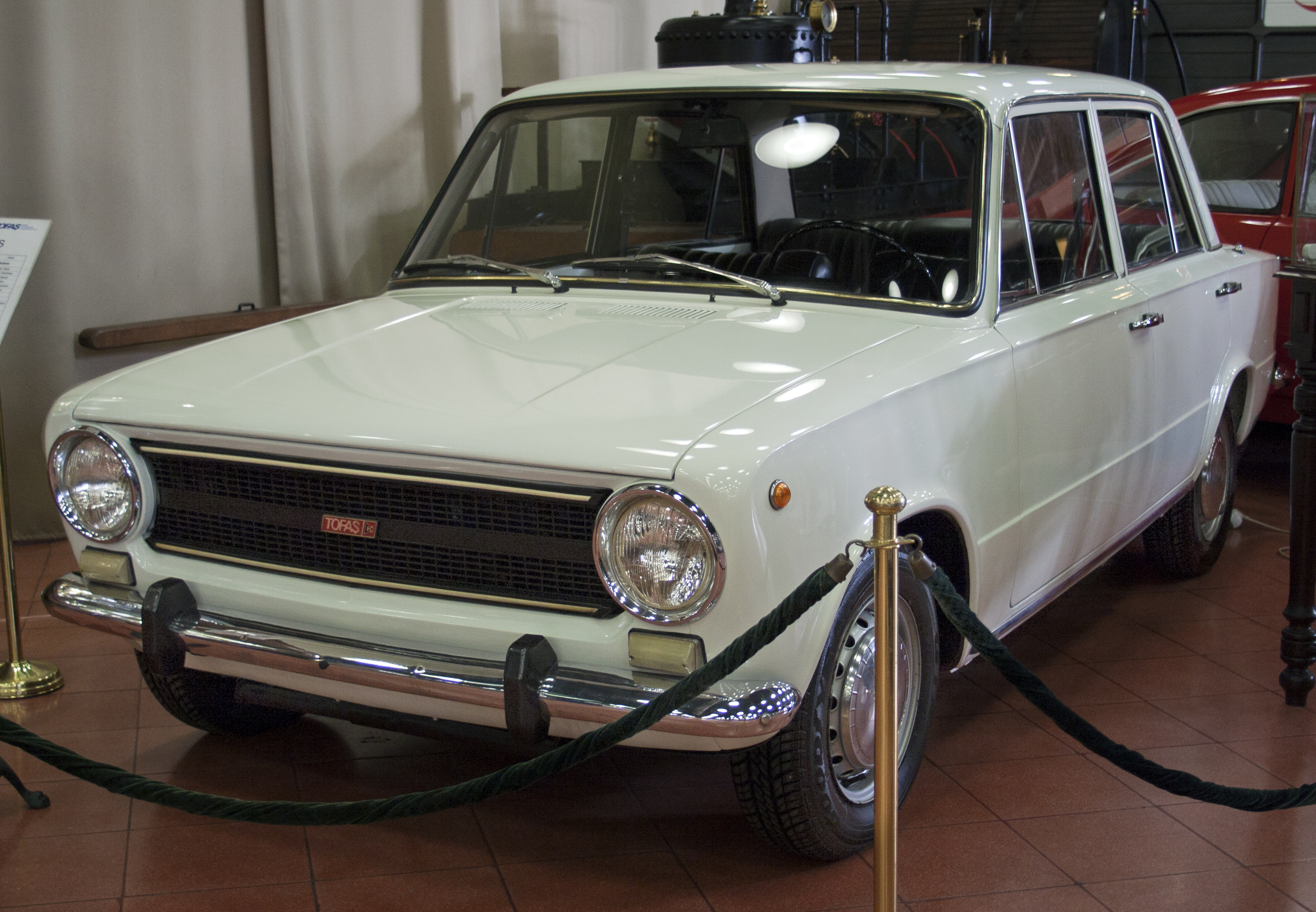
Tofaș Murat pentru piața turcă
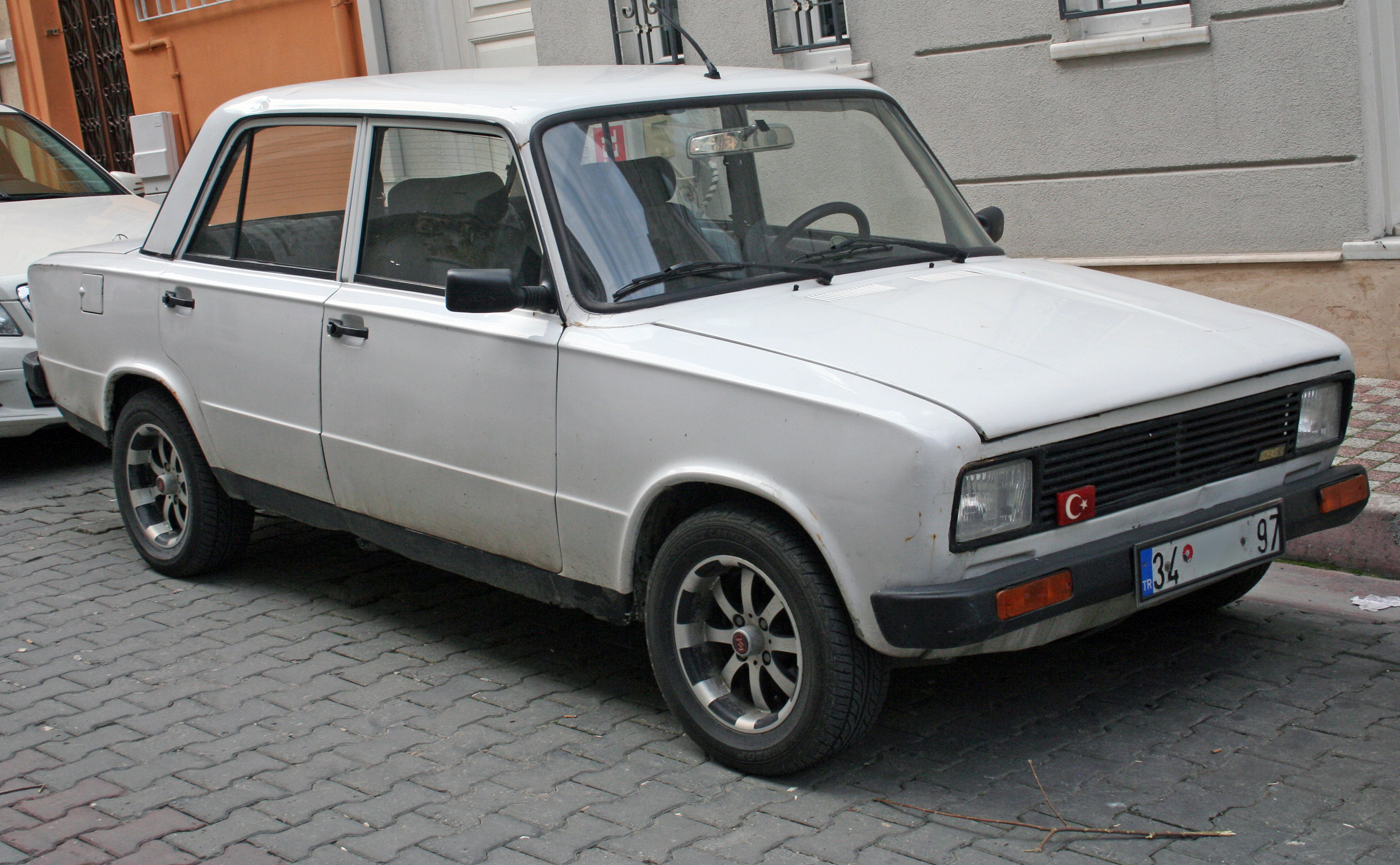
Tofaș Serçe
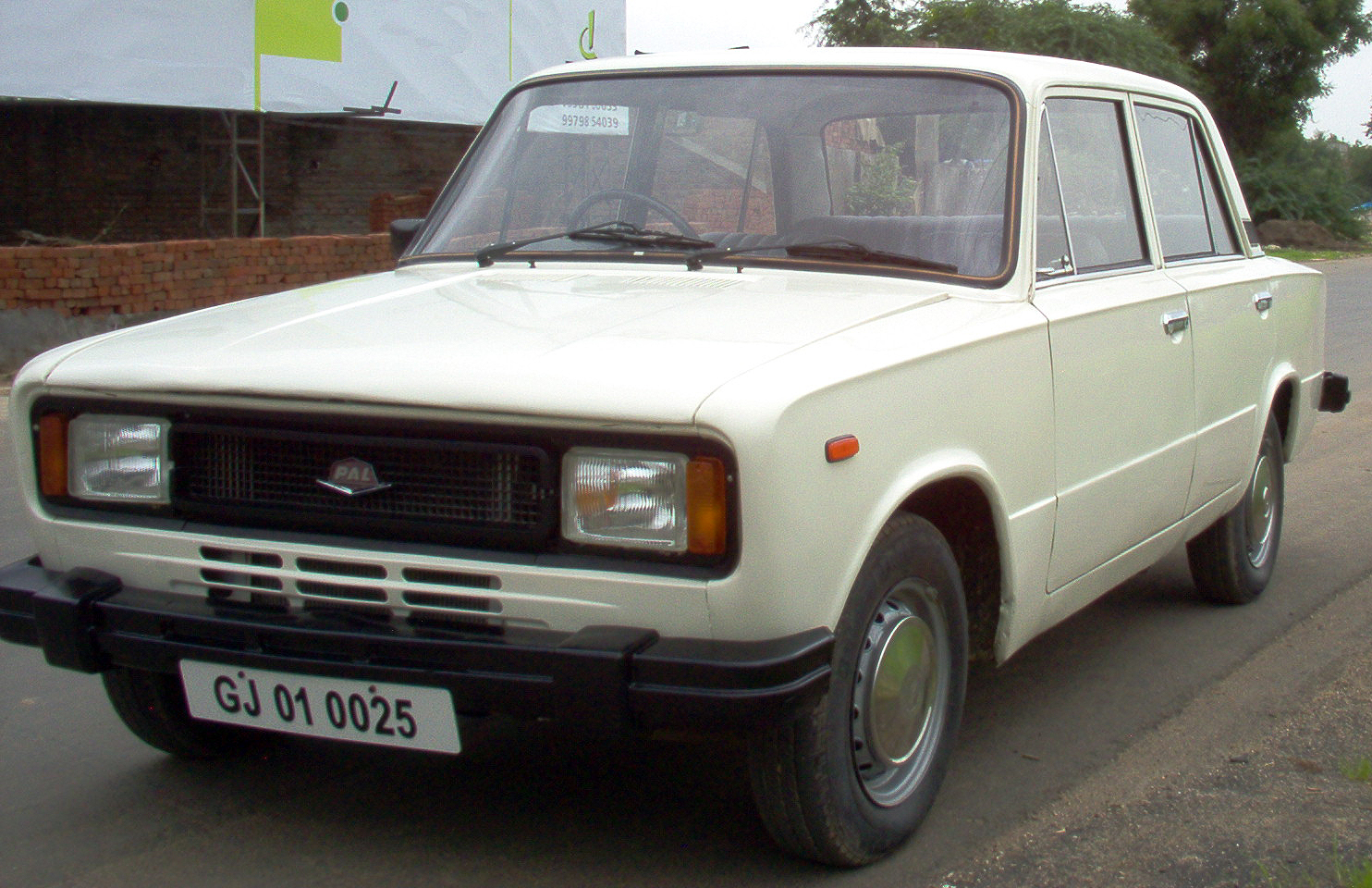
Premier 118NE pentru piața indiană